# Ногейра, Жозе Антониу
Жозе́ Анто́ниу Ноге́йра (порт. José Antônio Nogueira; 26 ноября 1965 года, Сан-Паулу, Бразилия) — бразильский футбольный тренер.
Начинал тренерскую карьеру в клубе «Атлетико Насьональ». Возглавлял целый ряд клубов из Бразилии (наиболее известный среди которых АБС и «Португеза Деспортос»), Эквадора («Эмелек»), Японии («Университет Нагоя Гакуин») и Саудовской Аравии («Аль-Ахли»). Возглавлял сборные Сьерра-Леоне, Гвинеи-Бисау и Сент-Китса и Невиса. Возглавлял молодёжную сборную Пакистана. С 2018 года возглавляет национальную сборную Пакистана.
Вместе с «Аль-Ахли» выигрывал Кубок Короля 2007, а с «Эмелек» стал серебряным призёром чемпионата Эквадора.